# Tork (Marke)

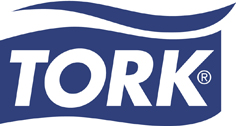
Logo der Marke Tork

Tork ist eine gewerbliche Marke der Essity, eines europäischen Herstellers von Papier- und Hygieneprodukten. Zu den Hauptprodukten von Tork gehören Toilettenpapier, Wisch- und Reinigungstücher sowie Servietten.

## Geschichte
Die Geschichte der Marke Tork in Deutschland geht zurück auf die Kostheimer Cellulosefabrik, die 1885 gegründet wurde. 1936 übernahm die Zellstofffabrik Waldhof die Aktienmehrheit. 1955 wurde als Tochterfirma die Apura GmbH gegründet, die sich auf die Herstellung und den Vertrieb von Einmalhandtüchern spezialisiert hat. Basis der Herstellung war zu diesem Zeitpunkt schon der Rohstoff Altpapier.
1969 wurde die Zellstoffproduktion eingestellt, und die gesamte Cellulosefabrik stieg auf die Herstellung von Hygienepapieren um. Ab 1970 übernahm die Tochterfirma Apura GmbH die Erzeugung und den Vertrieb von Hygienepapieren komplett und fusionierte mit der Aschaffenburger Zellstofffabrik zu PWA – Papierwerke Waldhof Aschaffenburg AG. 1995 wurde die schwedische Svenska Cellulosa Aktiebolaget (SCA), die bisher nur Zellstoff und Holz produziert hatte, Mehrheitsaktionär von PWA. 
Der Hygienebereich wurde 1997 neu geordnet: Die Apura GmbH wurde zu SCA Hygiene Paper GmbH und stellt unter der Marke Tork fortan Hygienepapiere für Großverbraucher her. 2017 spaltete der Eigentümer SCA das Papiergeschäft und damit auch die Marke Tork als Essity ab.

## Name
Der Name Tork kommt von dem schwedischen Verb „torka“, was so viel wie „abtrocknen/abwischen“ bedeutet. Die ersten Produkte, die unter der Marke Tork verkauft wurden, waren Industrie-Wischtücher und Papierhandtücher auf Rollen. 

## Produktsegmente
Die Produkte von Tork findet man nicht im Einzelhandel, sondern im sogenannten Away-From-Home-Bereich (Großverbraucher-Bereich). Vor allem in Gastronomiebetrieben, in der Industrie, im Gesundheitswesen oder in öffentlichen Einrichtungen werden Tork-Produkte eingesetzt. Dabei gliedert sich das Produktsortiment von Tork in vier Hauptbereiche: Waschraumhygiene, Wisch- und Reinigungssysteme, Servietten und Patientenhygiene.

## Produktauszeichnungen
Die Produkte von Tork sind mit verschiedenen Awards und Preisen ausgezeichnet:
Viele der Papier- und Seifenprodukte tragen Umweltauszeichnungen wie das EU Ecolabel, den Blauen Engel oder den Nordic Swan.
Die Spendersysteme sind mehrfach für ihr Design und/oder ihre Funktion ausgezeichnet worden, unter anderen mit dem iF product design award und dem Red dot design award.

## Soziales Engagement
Im sozialen Bereich engagiert sich Tork durch seine Kooperation mit der McDonald’s Kinderhilfe Stiftung. Für die Ronald McDonald Häuser, in denen Familien schwer kranker Kinder ein Zuhause auf Zeit finden, stellt Tork kostenlos Produkte wie Toilettenpapier, Servietten, Papierhandtücher und Küchenpapier zur Verfügung. Darüber hinaus erklären Tork-Hygieneexperten vor Ort das richtige Händewaschen.
Tork kooperiert außerdem mit Bildungseinrichtungen, um schon Kindern von Anfang an die richtige Händehygiene näherzubringen und somit einen Beitrag zur Gesundheitsvorsorge zu leisten. Bei dem Schulwettbewerb „Zeigt her Eure Hände“ können sich Schulen oder einzelne Schulklassen aus Deutschland, Österreich und der Schweiz mit einem Händehygiene-Projekttag und einem kreativen Werk bewerben und eine Ausstattung ihrer Schule mit Tork-Spendern und -Produkten gewinnen.
Im Rahmen des Deutschen Aktionstages Nachhaltigkeit hat Tork im Juni 2012 gemeinsam mit dem Deutschen Kinderschutzbund ein Projekt an einer Grundschule in Berlin-Wedding. Hier wurde unter anderem eine der Schultoiletten von Grund auf renoviert.

## Marketing
Weil die Produkte von Tork überwiegend für den Großverbraucher-Bereich bestimmt sind, finden sich die Werbemaßnahmen vor allem in Fachzeitschriften oder auf Internetseiten für die entsprechenden Zielgruppen.